# 碎浪暗沙
碎浪暗沙位于南沙群岛南部，保卫暗沙西南约22海里。最浅处水深82米。1983年中国地名委员会公布的标准名称为“碎浪暗沙”。